# Ejecución de la familia Gloeden
Elisabeth "Lilo" Charlotte Gloeden (1903-1944) y su marido Erich Gloeden (1888-1944), aunque no estuvieron involucrados en el complot del 20 de julio para asesinar a Adolf Hitler, dieron refugio al General Fritz Lindemann, uno de los conspiradores. Fueron traicionados ante la Gestapo, juzgados, junto a la madre de ella Elisabeth Kuznitzky (1878-1944), y ejecutados en la guillotina el 30 de noviembre de 1944; su destino fue publicitado como aviso.

## Biografía
Lilo Gloeden (nacida Elisabeth Kuznitsky) era una abogada que se casó con el arquitecto Erich Gloeden. 
Erich era el hijo de Siegfried Loevy (fallecido en 1936), un judío casado con una cristiana. Los hermanos Siegfried y Albert Loevy establecieron una exitosa e importante fundición de bronce, SA Loevy, y se convirtieron en proveedores de la corte real en 1910. Erich y su hermana Ursula (1897-1972) fueron adoptados por una amigo de la familia y profesor de secundaria Bernhard Gloeden en 1918, con el consentimiento de los padres de ellos, simplemente para enmascarar sus antecedentes judíos con un apellido no-judío, y Erich fue bautizado. 
Después del inicio de la II Guerra Mundial, Erich Gloeden trabajó para la Organización Todt como arquitecto. Viviendo en Berlín, los Gloedens se opusieron secretamente al movimiento nazi y proporcionaron temporalmente acomodo a judíos huyendo de persecución.
En julio de 1944, los Gloedens fueron conscientes de un complot contra Hitler, y cinco días después del fracasado intento de asesinato, acogieron al General Fritz Lindemann, que se escondía de la caza de los conspiradores. Lo hicieron pasar por un mayor retirado y periodista con nombre Exner. El 3 de septiembre, la Gestapo allanó el hogar de los Gloedens, capturando a Lindemann y tomando a Lilo, Erich y la madre de Lilo, Elisabeth, bajo custodia. Lindemann recibió un disparo en el estómago y en la pierna durante la redada, muriendo de sus heridas el 22 de septiembre.
El 27 de noviembre, los Gloedens y Elisabeth Kuznitsky fueron llevados ante el Tribunal del Pueblo (Volksgerichtshof) en un juicio ampliamente publicitado por traición. Erich Gloeden proclamó que los demás no sabían quien era Lindemann. Fue sentenciado a muerte, mientras que las mujeres recibieron largas sentencias de prisión. Sin embargo, su esposa afirmó que conocía la identidad de Lindemann. Su madre entonces hizo la misma admisión. Como resultado, los tres fueron sentenciados a muerte por decapitación tres días después el 30 de noviembre en la prisión de Plötzensee.

## Legado
Lilo y Erich Gloeden, y Elisabeth Kuznitzky, son recordados por tres placas de bronce, stolpersteine, instaladas a las afueras del lugar de su apartamento. El Presidente del Bundestag Norbert Lammert ha destacado que la historia nacional de cada país es la suma de muchas historias personales de personas que normalmente pasan desapercibidas y rápidamente se olvidan como es el caso de los Gloedens, cuya historia es un ejemplo de cómo en Alemania, hace unas pocas generaciones, algunos fueron excluidos de la nación de la que evidentemente formaban parte.
| Placa memorial por Elisabeth Gloeden |
|                                      |

| Placa memorial por Gloeden |
|                            |

| Placa memorial por Elisabeth Kuznitzky |
|                                        |